# Plaza Marechal Âncora
La Plaza Marechal Âncora es una plaza ubicada en el barrio Centro, en la Zona Central de la ciudad de Río de Janeiro, Brasil. Forma parte de la Orla Conde, un paseo público que se extiende en la costa de la bahía de Guanabara.
La plaza fue reinaugurada el 29 de mayo de 2016 luego de ser remodelada. La remodelación de la plaza fue hecha en el contexto del proyecto Porto Maravilha, una operación urbana que busca revitalizar la Zona Portuaria de Río de Janeiro.
Anteriormente era conocido como el Largo do Moura y en sus cercanías se ubicaban varios edificios de la época colonial, entre las cuales destaca el Museo Histórico Nacional, la Iglesia de Nossa Senhora de Bonsucesso y de la Santa Casa da Misericórdia. Es vecina de la Plaza XV y de la Estación Praça XV de CCR Barcas. En su interior se ubica Ancoramar, un restaurante con vista privilegiada para la bahía, cuya cocina se especializa en pescado y mariscos.
La plaza recibió su nombre en homenaje a Aires Antônio de Morais Âncora, o Marechal Âncora, un militar del Ejército Brasileño que combatió en la guerra de la Triple Alianza. Fue consejero de guerra del Imperio Brasileño y ministro del Superior Tribunal Militar.